# 하바나 브라운 (음악가)
하바나 브라운(영어: Havana Brown, 본명은 앙젤리크 뫼니에(영어: Angelique Meunier), 1985년 2월 14일 ~ )은 오스트레일리아의 가수이자 DJ이다.